# Magyar Ifjúsági Vöröskereszt

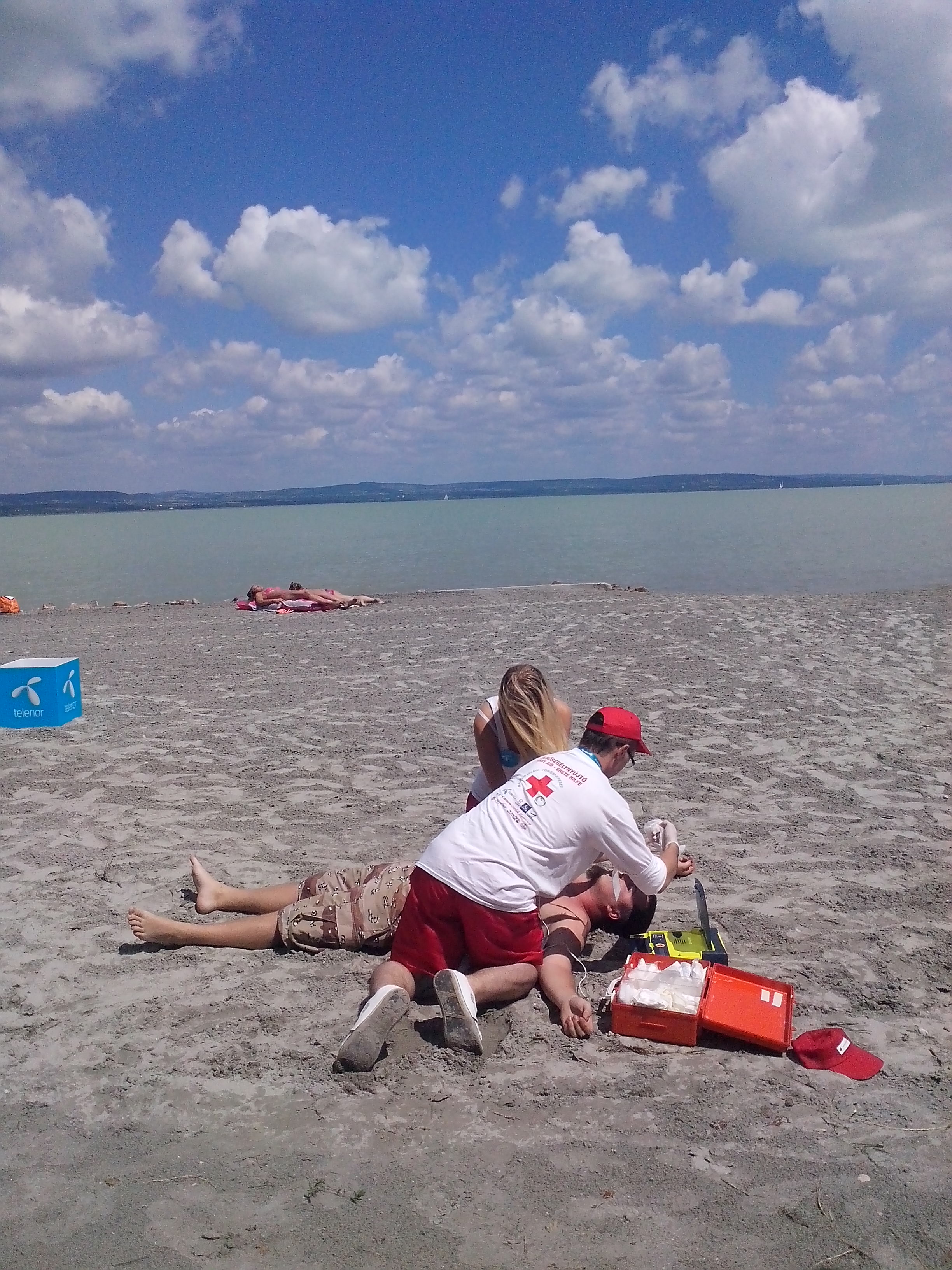
"Akcióban" a Balatoni Elsősegélynyújtó Szolgálat önkéntesei

A Magyar Ifjúsági Vöröskereszt a Magyar Vöröskereszt mozgalom 1921 óta működő ifjúsági tagozata.

## Története
A Magyar Vöröskereszt mozgalomban a fiatalok a kezdetektől, 1881-től tevékenykednek. Külön tagozatként 1921. február 9-e óta működik a Magyar Ifjúsági Vöröskereszt, melyhez az 1921. június 11-én megjelent kultuszminiszteri rendelet is hozzájárult.
Egy csoport megalakulásához legalább 30 tag jelentkezésére volt szükség. A csoport tisztségviselőit a tagok közül választották. A felügyeletet a tantestületből kijelölt tanító vagy tanárelnök gyakorolta, aki egyben a kapcsolatot is tartotta a csoport és a Magyar Ifjúsági Vöröskereszt központja között.
Az első tanárelnöki értekezletet 1921. október 7-én tartották. Az 1921/22-es tanévben 103 ifjúsági csoport tevékenykedett 2 250 taggal. Az 1931/32-es tanévben 1 033 csoportban 64 627 tagot, 1941 májusában pedig 3 926 csoportban 210 494 tagot tartottak nyilván. A tagok évi 20 fillér tagdíjat fizettek. Az Ifjúsági Vöröskereszt működésének sok pozitív vonása volt. Fontos feladatokat vállalt nevelés terén, közreműködött az emberbaráti érzések, tulajdonságok fejlesztésében.
Az egészségnevelés keretében már 1922-ben elsősegélynyújtás tanfolyamokat szerveztek a fővárosban. 1923 januárjában kiadták az egészségügyi előadások első országos tervezetét, amely általános testápolási kérdésekkel, a fogápolás fontosságával, a gümőkor, továbbá a ragályos betegségek elleni védekezéssel és alkoholizmus káros hatásával foglalkozott. A következő tanévben „Legfőbb kincsünk-egészségünk” címen versenyt kezdeményeztek, amelyet minden évben megszerveztek. A tevékenység bővülését jelzi, hogy az 1934/35-ös tanévben hathetes házi betegápolási tanfolyamokat szerveztek a lányok részére. Hat év alatt összesen 55 budapesti és 245 vidéki csoport rendezett ilyen tanfolyamot.
A háború alatti években szeretetcsomagokat készítettek és gyűjtöttek a fronton harcoló katonák és az itthon maradt hozzátartozóik részére, többek között kórházi felszerelési tárgyak vásárlásával, ágyneművarrással segítették a Magyar Vörös-Kereszt Egylet munkáját.
Utódaik követik a hagyományokat: sok fiatal kapcsolódik be a felnőtt szervezet karácsonyi programjaiba, melyek során betegeket, időseket, gyermekeket látogatnak és ajándékoznak meg az ünnepek előtt.

## Küldetése
A Magyar Ifjúsági Vöröskereszt missziója a képviselni a magyar ifjúság céljait és érdekeit hazai és nemzetközi szinten, elősegíteni a fiatalok életének és egészségének védelmét, biztosítani a jövő mozgalmát.

## Működésének elvei
A Magyar Ifjúsági Vöröskereszt a Magyar Vöröskereszt szervezeti egységeinél fejti ki tevékenységét mindemellett országos ifjúsági hálózatként működik, melyet a Magyar Ifjúsági Vöröskereszt vezető testületei szabályoznak a Magyar Vöröskereszt vezető testületeinek egyetértésével. A hálózat elemeit az alapszervezetek, csoportok, klubok, a területi, a megyei/fővárosi ifjúsági tanácsok és a MIVK Elnökség alkotják, melyek a területi, a megyei/fővárosi vezetőségek és az Országos Vezetőség mellett működnek. Feladatuk az ifjúsági tevékenységek koordinálása, irányítása, szakmai segítségnyújtás, az információáramlás biztosítása.

## Programjai és kezdeményezései

### Anyák napja
Magyarországon 1925-ben a Magyar Ifjúsági Vöröskereszt tartotta az első ünnepet, a májusi Mária-tisztelet hagyományaival összekapcsolva.
Sugár Béla 1930-ban, a Török Flóris utcai elemi iskola nevelője kezdeményezésére az ifjú vöröskeresztesek felhívással fordultak a város összes iskoláinak tanulóihoz: Gyűjtsenek adományokat az Anyák szobra elkészítésére. A felhívás eredményes volt, tíz iskola több mint 6 000 tanulója járult hozzá megtakarított pénzével, valamint a szülők, illetve üzemek, tehetős magánszemélyek kegyes adományaikkal ahhoz, hogy az emlékmű elkészülhessen.
A szobor helyét a Szent Erzsébet téren jelölték ki. Alkotója Kaszap Károly szobrászművész volt, aki az anya nőalakját a téren lakó 12 gyermekes Melis Andrásnéról mintázta.
1933. május 28-án, vasárnap délelőtt került sor a szobor ünnepélyes leleplezésére. Felejthetetlen vasárnap délelőtt volt: sok ezer iskolás gyermek, cserkészek, leventék, pedagógusok, a város vezetői, a Magyar Vöröskereszt, a Magyar Ifjúsági Vöröskereszt, a megye, a székesfőváros képviselői, összesen mintegy 16 000 ember szorongott az avatásra várva, a tér zsúfolásig megtelt. Levente zenekar a Himnuszt játszotta, Maczkó István polgári iskola tanulója szavalta Bagdi István igazgató Édesanyánk című, ez alkalomra írt versét. Dr. Petri Pálné, az ünnep fővédnöke mondta el avatóbeszédét. Dr. Simon Elemér, Sopron megye főispánja, az Ifjúsági Vöröskereszt országos elnöke méltatta az erzsébeti Ifjúsági Vöröskereszt tagjainak és az iskolás gyerekek nagyszerű, lelkes hozzáállását a szobor létrehozásához. Ezután következett a koszorúzás, iskolák, egyesületek járultak a szoborhoz, melynek talpazatán ragyogó betűkkel világított a felirat: 
„Állj meg és gondolj Édesanyádra!”
Az iskolák tanulói pedagógusok vezetésével édesanyákról szóló műsort adtak a szobor előtt. Az ünnepség a Szózat hangjaival ért véget.
A szobor, mint Az Anyák tiszteletére állított emlékmű, egyedülálló volt az egész világon. Méltán váltott ki visszhangot a világsajtóban. Az Ifjúsági Vöröskereszt Világszervezetének nemzeti folyóiratai az Egyesült Államokban, Kanadában, Ausztráliában, Angliában és Japánban is megemlékeztek a Magyar Ifjúsági Vöröskereszt eme nagyszerű akciójáról.
Ma a Magyar Ifjúsági Vöröskereszt minden évben Anyák Napi Akció szervezésével tiszteleg a hagyomány előtt.

### Balatoni Elsősegélynyújtó Szolgálat
A Magyar Ifjúsági Vöröskereszt 2006-ban indította el és a program célja a Balaton-parti strandokon üdülők egészségmegőrzése mellett az elsősegélynyújtás népszerűsítése.
Valamennyi helyszínen 2 képzett önkéntes teljesített szolgálatot a program teljes ideje alatt minden nap 10-18 óra között. A szolgálati idejük alatt a parton történt sérülések, rosszullétek szakszerű ellátása, nagyobb sérülés, betegség esetén a hatékony mentőhívás és a beteg állapotának stabilizálása a feladatuk. A parti elsősegélynyújtók nem vesznek részt vízi mentésben, feladatuk a parti sérülések (például ficam, horzsolás, égés, csípések stb.) ellátása.
A program megvalósítására a Vízi Mentők Magyarországi Szakszolgálatával és a strandokat üzemeltető önkormányzatokkal, vállalatokkal és közhasznú társaságokkal együttműködve kerül sor.
A Balatoni Elsősegélynyújtó Szolgálat teljesen ingyenes szolgáltatás, a humanitárius szervezet semmilyen térítést sem kér a strandok üzemeltetőitől.

### Bázisiskola program
A Magyar Ifjúsági Vöröskereszt 2001-ben indította el Bázisiskola Programját 20 általános iskola részvételével. Az azóta eltelt időben az iskolák száma megsokszorozódott. Mára több mint 150 általános- és középiskola tagja országszerte e programnak, melynek lényege, hogy az iskolai nevelésben kiemelt szerephez jussanak a Vöröskereszt tevékenységével rokon ismeretek. Ez azt jelenti, hogy a programban részt vevő iskolák tanulói például szabadidejükben elsősegélynyújtást tanulnak, rendszeres véradók, illetve azt, hogy az iskola szellemiségéből adódóan természetessé válnak számukra olyan korszerű, életmódbeli magatartásformák, amelyek nem csak egészségük megőrzésében, hanem felelősségteljes közösségi szerepvállalásukban is kulcsfontosságúak.
A bázisiskola elnevezés arra is utal, hogy ezen iskolák a Magyar Ifjúsági Vöröskereszt tagjainak és önkénteseinek fontos bázisai, és ezért a szervezet nagy becsben tartja mindnyájukat.

### Bázisovi program
A Magyar Ifjúsági Vöröskereszt Bázisovi Programja egy nyitott elkötelezettségen alapuló szakmai hálózat, amely a mozgalom értékeinek és tevékenységének terjesztését és „élővé tételét” célozza az óvodai közösségek (pedagógusok, szülők, családok) valamint természetesen a kisgyermekek körében. A közösségi alapú gondolkodás jegyében az egyes tagóvodák önállóan tevékenykednek a Vöröskeresztben, teret adva a nevelő munkában (akár lefektetve a nevelési terv részeként) a mozgalom eszméinek és tevékenységeinek.
A hálózati munka támogatására a jelentkező intézményeket a Bázisiskola Programhoz hasonló pályázati rendszerben nyilvántartásba veszi a Magyar Vöröskereszt, és évente két alkalommal lehetőséget biztosít arra, hogy a programban részt vevő vöröskeresztes óvópedagógusok, az Ovielnökök tájékoztatást kapjanak a mozgalmat és az ifjúsági szervezetet érintő aktuális kérdésekről.

## Versenyek

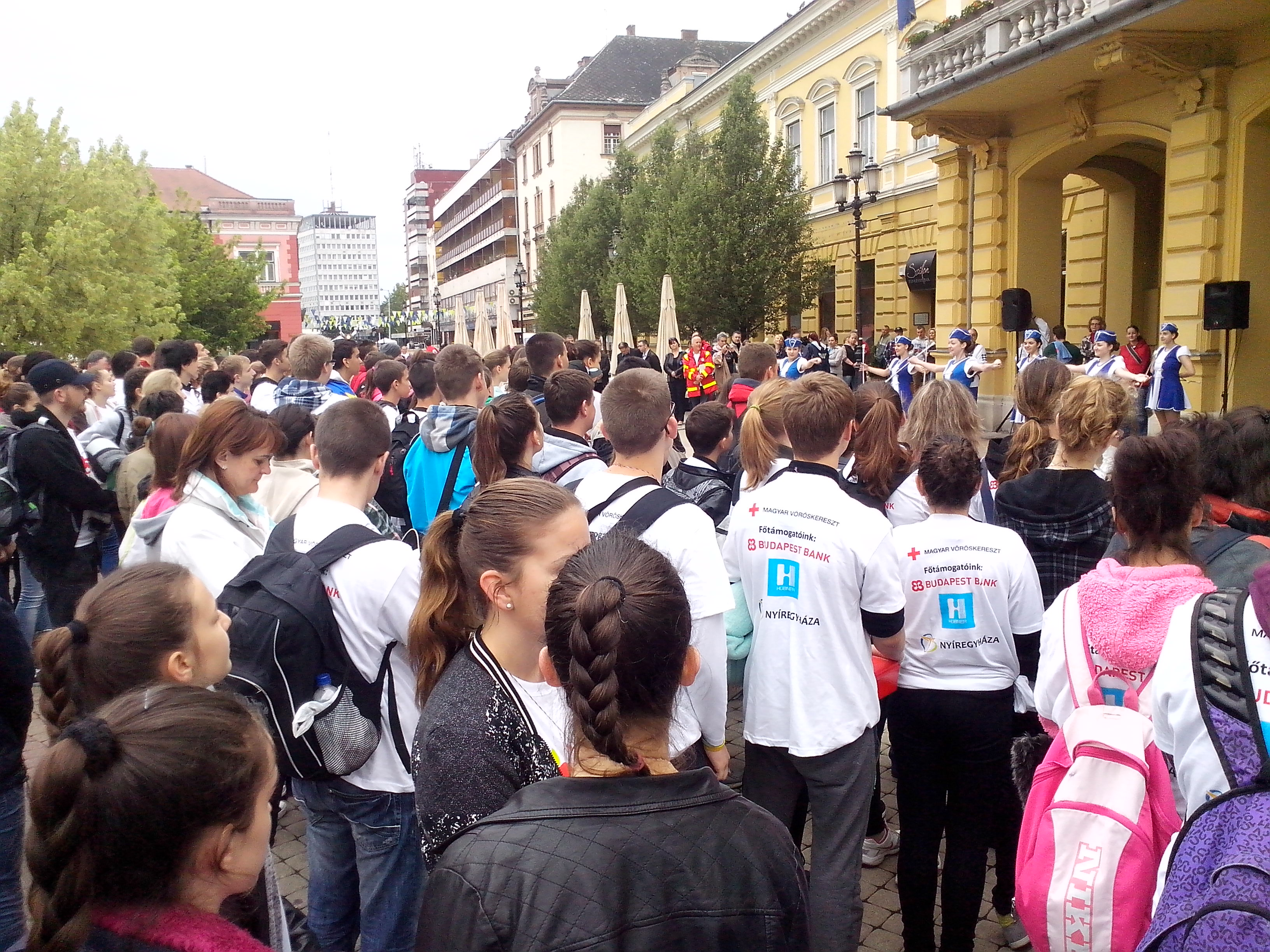
OEV döntő 2014. – Nyíregyháza

### Elsősegélynyújtó verseny
A Magyar Vöröskereszt 1971 óta minden év tavaszán meghirdeti a Felmenő Rendszerű Elsősegélynyújtó Versenyét, melynek célja az elsősegélynyújtók elméleti tudásának, gyakorlati ismereteinek fejlesztése, a társadalmi segítségnyújtás és elsősegélynyújtás] népszerűsítése, a humanitárius szemléletmód terjesztése.

### Csecsemőgondozási verseny
A verseny célja a gyermekek és fiatalok – csecsemő-, és kisdedgondozási – elméleti tudásának, gyakorlati ismereteinek fejlesztése, a résztvevők szülői szerepre való felkészítése. Felmenő rendszerű versenyben mérethetik meg a tudásukat a fiatalok, védőnők és gyermekosztályon dolgozó orvosok bírálásával.

## Külső hivatkozás
- A Magyar Ifjúsági Vöröskereszt hivatalos honlapja
- A Magyar Vöröskereszt hivatalos honlapja